# Norra begravningsplatsen

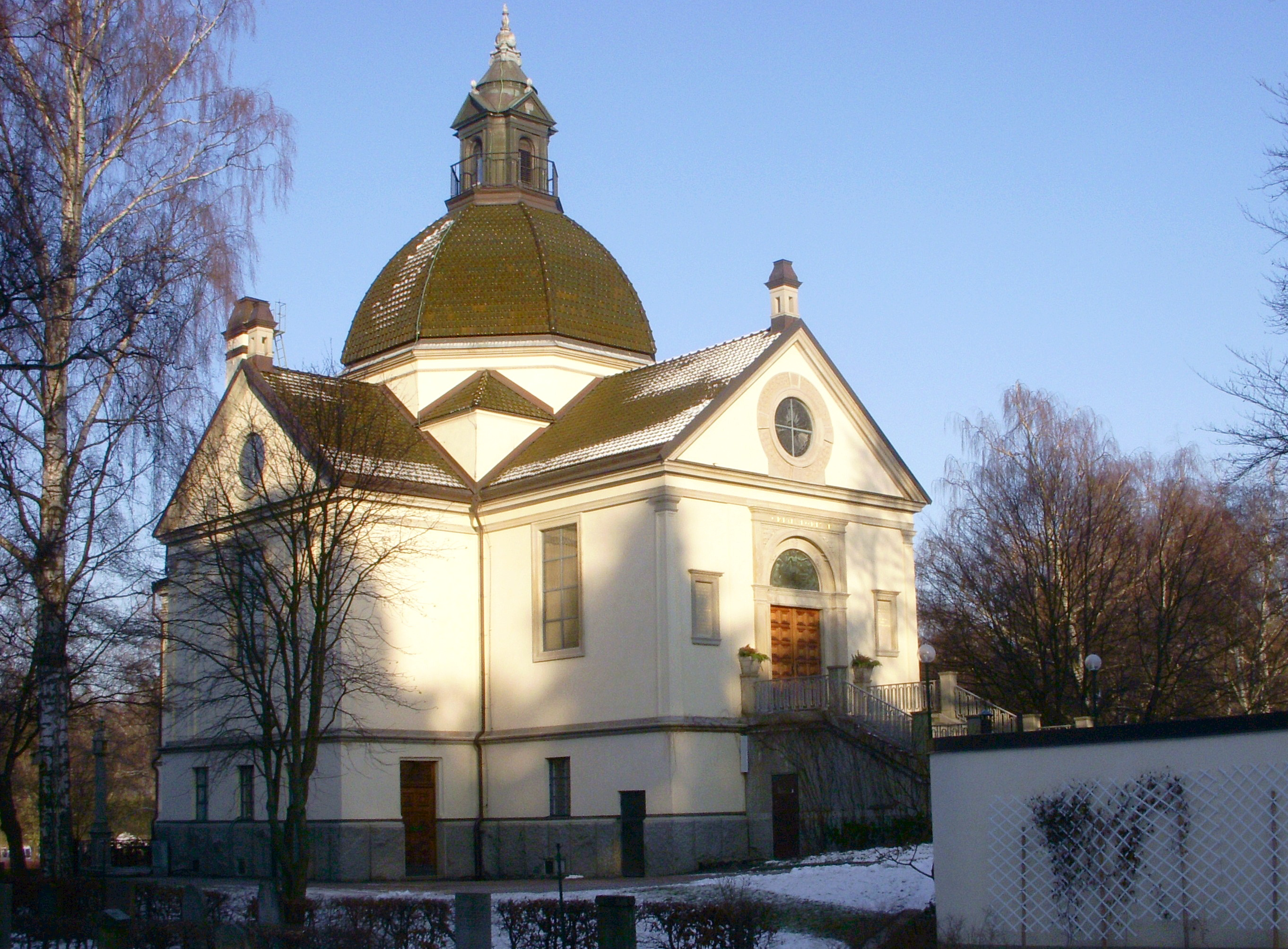
O crematório do cemitério

Norra begravningsplatsen (literalmente "O Cemitério do Norte" em sueco),  é um dos maiores cemitérios da área metropolitana de Estocolmo. O cemitério esta localizado no município de Solna.
Foi inaugurado em 9 de Junho de 1827. É um cemitério onde estão sepultadas numerosas personalidades:
- Salomon August Andrée (1854-1897), explorador polar
- Klas Pontus Arnoldson (1844-1916), laureado com o prémio Nobel da Paz
- Ingrid Bergman (1915-1982), atriz
- Bo Bergman (1869-1967), autor (escritor), poeta, letrista
- Franz Berwald (1796-1868), compositor clássico
- Ulla Billquist (1907-1946), cantora, Min soldat (1940)
- Ulf Björlin (1933-1993), maestro, compositor
- August Blanche (1811-1868), escritor, publicador, político
- Isak Gustaf Clason (1856-1930), arquiteto
- Isaac Grünewald (1889-1946), pintor
- Allvar Gullstrand (1862-1930), físico, laureado com o prémio Nobel da Medicina
- Per Albin Hansson (1885-1946), Primeiro Ministro da Suécia
- Sofia Kovalevskaya (1850-1891), matemática, escritora
- Ivar Kreuger (1880-1932), industrial e financeiro
- Gustaf de Laval (1845-1932), engenheiro e inventor
- Tage Lindbom (1909-2001), filósofo, especialmente em ciência política
- Arvid Lindman (1862-1936), Primeiro Ministro da Suécia
- Vilhelm Moberg (1898-1973), autor (escritor)
- Alfred Nobel (1833-1896), inventor e fundador do Prémio Nobel.
- Jenny Nyström (1854-1946), artista, ilustradora
- Ernst Rolf (1891-1932), artista (entertainer), produtor teatral
- Nelly Sachs (1891-1970), autor (escritor), laureado com o prémio Nobel da literatura
- Ulrich Salchow (1877-1949), campeão olímpico de patinagem
- Victor Sjöström (Victor Seastrom) (1879-1960), cineasta
- Karl Staaff (1860-1915), Primeiro Ministro da Suécia
- Mauritz Stiller (1883-1928), realizador (diretor) (de filmes)
- August Strindberg (1849-1912), autor (escritor), ensaísta e dramaturco
- Inga Tidblad (1901-1975), atriz